# Schultesia pohliana
Schultesia pohliana là một loài thực vật có hoa trong họ Long đởm. Loài này được Progel miêu tả khoa học đầu tiên năm 1865.